# Lijst van rijkste mensen ter wereld
De rijkste mens ter wereld is die persoon waarvan de geldwaarde van al zijn bezit groter is dan van ieder ander mens. Voor de meeste rijken geldt dat een groot deel van hun bezit een aanmerkelijk belang betreft in één of meer bedrijven.
Het Amerikaanse zakenblad Forbes maakt elk jaar een lijst van miljardairs, en tevens een lijst van de 400 rijkste mensen in de Verenigde Staten. Naast Forbes wordt ook de dagelij bijgewerkte Billionaires Index van Bloomberg als gezaghebbend gezien. Veel andere nationale lijsten - zoals in Nederland de Quote 500 van het gelijknamige tijdschrift Quote - worden jaarlijks gepubliceerd, en trekken daarbij grote aandacht. Ook worden er lijsten van grote bedrijven gemaakt waarin de grootaandeelhouders bij naam worden genoemd.
Het aantal dollarmiljardairs steeg tussen 2007 en 2008 van 946 naar 1125. In 2008 brak de kredietcrisis uit, hetgeen ook grote gevolgen had voor de lijst van de rijksten der rijksten. Nam het aantal miljardairs vooral in Rusland en India de laatste jaren toe, in 2009 daalde hun aantal dramatisch. Het totale aantal miljardairs daalde dat jaar met 23% naar 793. In 2010 steeg het aantal echter weer tot 1011.

## Rijkste aller tijden[1][2][3]
| Plaats | Naam                          | Biodata        | vermogen                     | omgezet vermogen            |
| ------ | ----------------------------- | -------------- | ---------------------------- | --------------------------- |
| 1      | Koning Mansa Musa             | 1280 - 1337    |                              | onschatbaar                 |
| 2      | Keizer Augustus               | 63 v.Chr. - 14 |                              | 4.600 miljard $ persoonlijk |
| 3      | Keizer Shenzong               | 1048 - 1085    |                              |                             |
| 4      | Akbar de Grote                | 1542 - 1605    |                              | rijk 25% BNP wereld         |
| 5      | Andrew Carnegie               | 1835 - 1919    |                              | 404 miljard $               |
| 6      | John D. Rockefeller           | 1839 - 1937    | 1,4 miljard $ (2.54% BNP VS) | 341 miljard                 |
| 7      | Nikolai Alexandrovich Romanov | 1843 - 1865    |                              | 300 miljard $               |
| 8      | Willem de Veroveraar          | 1028 - 1087    |                              | 203 miljard $               |
| 9      | Mir Osman Ali Khan            | 1886 - 1967    |                              | 202 miljard                 |
| 10     | Moammar al-Khaddafi           | 1942 - 2011    |                              | 200 miljard $               |
| 11     | Alan Rufus                    | 1040 - 1093    | (7% BNP Engelse Rijk)        | 194 miljard $               |
| 12     | Jeff Bezos                    | 1964           | 172,3 miljard $              | 172,3 miljard $             |
| 13     | John Jacob Astor              | 1763 - 1848    |                              | 167 miljard $               |
| 14     | Bill Gates                    | 1955           | 114,1 miljard $              | 114,1 miljard $             |

## Rijkste Belgen
Op de Forbes-lijst van rijkste mensen staan ook enkele Belgen: 
- 2018: twee Belgen op de lijst:[6]
  - Op no. 281, baron Albert Frère met een vermogen van US$ 6,2 miljard
  - en op 1157, van Kazachse afkomst, Patokh Chodiev met een vermogen van US$ 2,1 miljard.
- 2021:[7] Eric Wittouck (10 miljard US$), Luc Tack (1,5 miljard US$) en Jan Van Geet[8] (1,1 miljard US$).

De lijst De Rijkste Belgen vermeldde als top vijf:
- 2021:[9] Eric Wittouck (Weight Watchers), Alexandre Van Damme (AB Inbev), Familie Werner de Spoelberch (AB Inbev), Familie Colruyt (Colruyt), en Familie Gérald Frère (Gérald Frère).

## Rijkste Nederlanders
Quote 500 houdt een lijst bij van de rijkste Nederlanders. Op de lijst van rijkste mensen ter wereld die samengesteld is door Forbes, stonden in 2018 negen Nederlanders . Bedragen zijn aangegeven in miljard Amerikaanse dollars.
| Plaats | Naam                          | Vermogen |
| ------ | ----------------------------- | -------- |
| 86     | Charlène de Carvalho-Heineken | 15,8     |
| 372    | Frits Goldschmeding           | 5,2      |
| 822    | Hans Melchers                 | 2,9      |
| 822    | Ralph Sonnenberg              | 2,9      |
| 1157   | John de Mol                   | 2,1      |
| 1339   | Kommer Damen                  | 1,8      |
| 1394   | Lesley Bamberger              | 1,7      |
| 1477   | Robert Defares                | 1,6      |
| 1561   | Wim van der Leegte            | 1,5      |

Hieronder de lijst uit 2025. In betrekkelijk korte tijd is de lijst met twee miljardairs gegroeid en zijn vrijwel alle plaatsen en vermogens veranderd:
| Plaats | Naam                          | Vermogen |
| ------ | ----------------------------- | -------- |
| 160    | Charlène de Carvalho-Heineken | 14,4     |
| 293    | Jean-Louis van der Velde      | 9,5      |
| 569    | Remon Vos                     | 6,1      |
| 1265   | Arnout Schuijff               | 2,9      |
| 1408   | Kommer Damen                  | 2,6      |
| 1688   | Pieter van der Does           | 2,1      |
| 1947   | Lesley Bamberger              | 1,8      |
| 1947   | John de Mol jr.               | 1,8      |
| 1947   | Adriaan Mol                   | 1,8      |
| 2019   | Rolly van Rappard             | 1,7      |
| 2356   | Sytse Sijbrandij              | 1,4      |
| 2479   | Steven Schuurman              | 1,3      |
| 2623   | Joop van den Ende             | 1,2      |

## Top 15 rijkste mensen ter wereld
In 2025 zag de lijst er als volgt uit:
| Rang | Naam                            | Vermogen (in US$) | Leeftijd | Nationaliteit    | Bekend van          |
| ---- | ------------------------------- | ----------------- | -------- | ---------------- | ------------------- |
| 1    | Elon Musk                       | 342 miljard       | 53       | Verenigde Staten | Tesla, Inc., SpaceX |
| 2    | Mark Zuckerberg                 | 216 miljard       | 40       | Verenigde Staten | Facebook            |
| 3    | Jeff Bezos                      | 215 miljard       | 61       | Verenigde Staten | Amazon.com          |
| 4    | Larry Ellison                   | 192 miljard       | 80       | Verenigde Staten | Oracle Corporation  |
| 5    | Bernard Arnault en zijn familie | 178 miljard       | 33       | Frankrijk        | Louis Vuitton       |
| 6    | Warren Buffett                  | 154 miljard       | 94       | Verenigde Staten | Berkshire Hathaway  |
| 7    | Larry Page                      | 144 miljard       | 52       | Verenigde Staten | Google LLC          |
| 8    | Sergey Brin                     | 138 miljard       | 51       | Verenigde Staten | Google LLC          |
| 9    | Amancio Ortega Gaona            | 124 miljard       | 89       | Spanje           | Zara                |
| 10   | Steve Ballmer                   | 118 miljard       | 69       | Verenigde Staten | Microsoft           |
| 11   | Rob Walton en zijn familie      | 110 miljard       | 80       | Verenigde Staten | Walmart             |
| 12   | Jim Walton en zijn familie      | 109 miljard       | 76       | Verenigde Staten | Walmart             |
| 13   | Bill Gates                      | 108 miljard       | 69       | Verenigde Staten | Microsoft           |
| 14   | Michael Bloomberg               | 105 miljard       | 83       | Verenigde Staten | Bloomberg L.P.      |
| 15   | Alice Walton                    | 101 miljard       | 73       | Verenigde Staten | Walmart             |